# Europaparlamentets talman
Europaparlamentets talman är en hög befattning inom Europeiska unionen som leder arbetet i Europaparlamentet, dess organ samt utövar ordförandeskapet för alla överläggningar inom parlamentet. Vid förbindelser med unionens övriga institutioner, vid ceremonier och i internationella förbindelser företräds parlamentet av talmannen.
Talmansposten är främst ett ceremoniellt och administrativt uppdrag, med begränsad politisk och formell makt. Alla lagstiftningsakter som antas av parlamentet undertecknas av talmannen (tillsammans med rådsordföranden), som även förklarar unionens budget antagen när budgetförfarandet är avklarat och undertecknar den därefter.
Europaparlamentet väljer sin talman för en period av två och ett halvt år. Denna period kan förnyas. Normalt utses talmannen från någon av de två största partigrupperna i Europaparlamentet, som under stora delar av parlamentets historia har ingått i en stor koalition med syftet att just dela på talmansposten. I ett par fall har talmannen istället kommit från den tredje största gruppen.
Sedan parlamentet bildades 1952 har totalt 33 personer suttit på posten, varav 18 har tjänstgjort sedan det första direkta valet 1979. Tre talmän har varit kvinnor och två talmän har kommit från de medlemsstater som anslöt sig till unionen under början av 2000-talet. Simone Veil blev 1979 den första talmannen att utses efter det första direkta valet till parlamentet och också den första kvinnan på posten. Martin Schulz är den enda personen som hittills har blivit omvald på posten som talman.
Den nuvarande talmannen är Roberta Metsola (EPP) sedan den 18 januari 2022.

## Historia

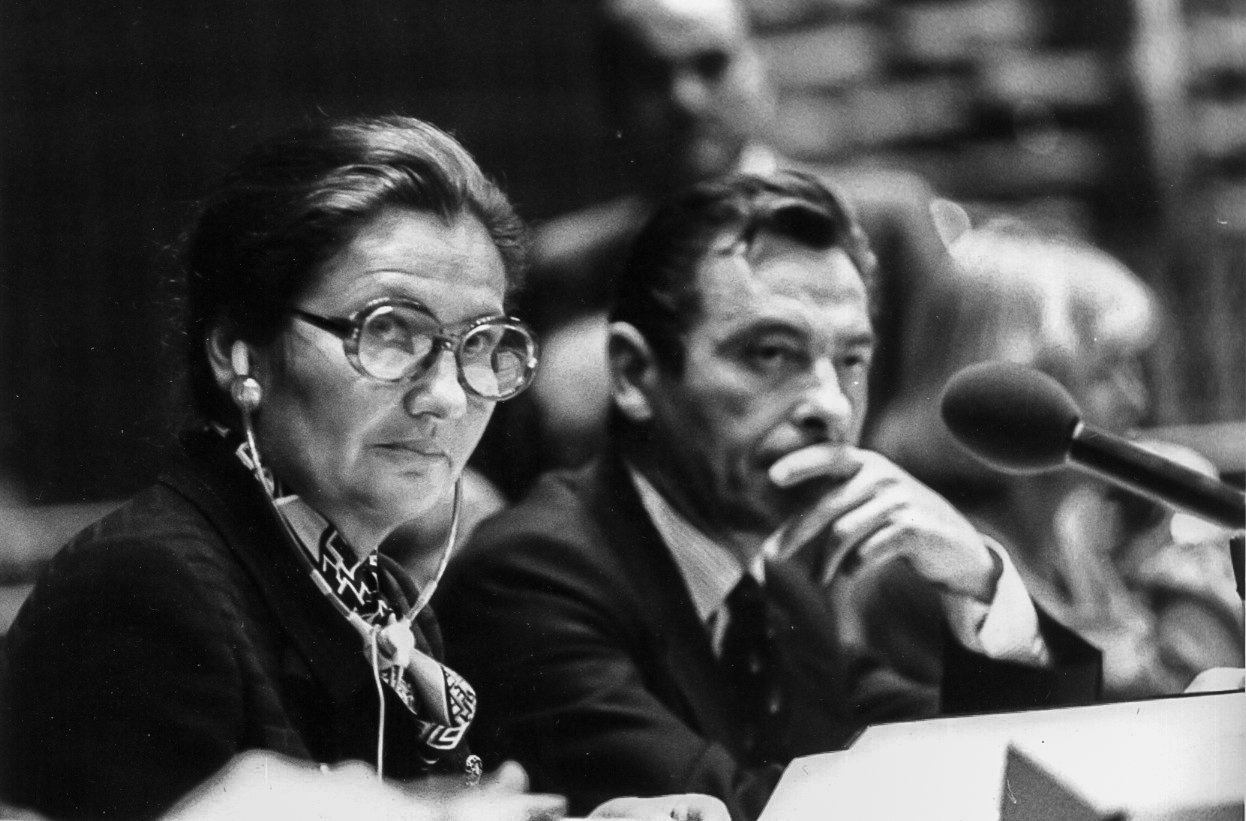
Simone Veil som talman 1979.

Ett antal framstående personer har varit talmän i Europaparlamentet och dess föregångare. Den första talmannen var Paul-Henri Spaak, som spelade en central roll i bildandet av det europeiska samarbetet. Även Alcide De Gasperi och Robert Schuman hade stor betydelse för det europeiska samarbetets utveckling och blev sedermera talmän. Simone Veil blev 1979 den första talmannen att väljas efter det första direkta valet 1979. Hon var också den första kvinnan att väljas till posten. Jerzy Buzek blev 2009 den första talmannen från de central- och östeuropeiska medlemsstater som hade anslutit sig till unionen under 2000-talet.
Under större delen av parlamentets historia har det dominerats av en stor koalition mellan kristdemokrater och socialdemokrater. Dessa två partigrupper har strävat efter att nå överenskommelser inom viktiga frågor, inte minst kring tillsättandet av talmannen. Detta har lett till att talmannen, med några få undantag, under ena halvan av mandatperioden har kommit från den kristdemokratiska gruppen och under andra halvan från den socialdemokratiska gruppen. Denna typ av uppgörelse har kritiserats flera gånger av de mindre grupperna i parlamentet. Inför valet 2009 gick Graham Watson från den liberala gruppen ut för första gången innan ett Europaparlamentsval och bedrev en öppen valkampanj för att bli talman med syfte att få slut på de slutna uppgörelserna mellan kristdemokraterna och socialdemokraterna. Han drog dock tillbaka sin kandidat i juli 2009 till förmån för Jerzy Buzek (EPP). Jerzy Buzek valdes till talman för första halvan av mandatperioden, och ersattes under andra halvan av Martin Schulz (PES). Samarbetet mellan kristdemokrater och socialdemokrater fortsatte således.
Efter valet 2014 slöt EPP- och S&D-grupperna på nytt en överenskommelse om talmansposten. Överenskommelsen innebar att Schulz kunde fortsätta som talman ännu en halv mandatperiod, medan den andra halvan av mandatperioden skulle innehas av en ledamot från EPP-gruppen. I januari 2017 när den nya talmannen skulle väljas drog sig dock S&D-gruppen ur överenskommelsen. EPP-gruppen lyckades trots detta få sin kandidat Antonio Tajani vald till talman den 17 januari 2017 efter att ha erhållit stöd från Gruppen Europeiska konservativa och reformister (ECR-gruppen) och Gruppen Alliansen liberaler och demokrater för Europa (ALDE-gruppen). Efter valet 2019 valdes David Sassoli (PES) till ny talman, även denna gång i en uppgörelse med kristdemokraterna. Sassoli avled den 11 januari 2022, vilket innebar att första vice talman Roberta Metsola blev tillförordnad talman. Hon valdes till talman den 18 januari 2022.

## Utnämningsförfarande
|  | Ingen |

|  | Sex |

|  | En |

|  | Åtta |

|  | Två |

|  | Tre |

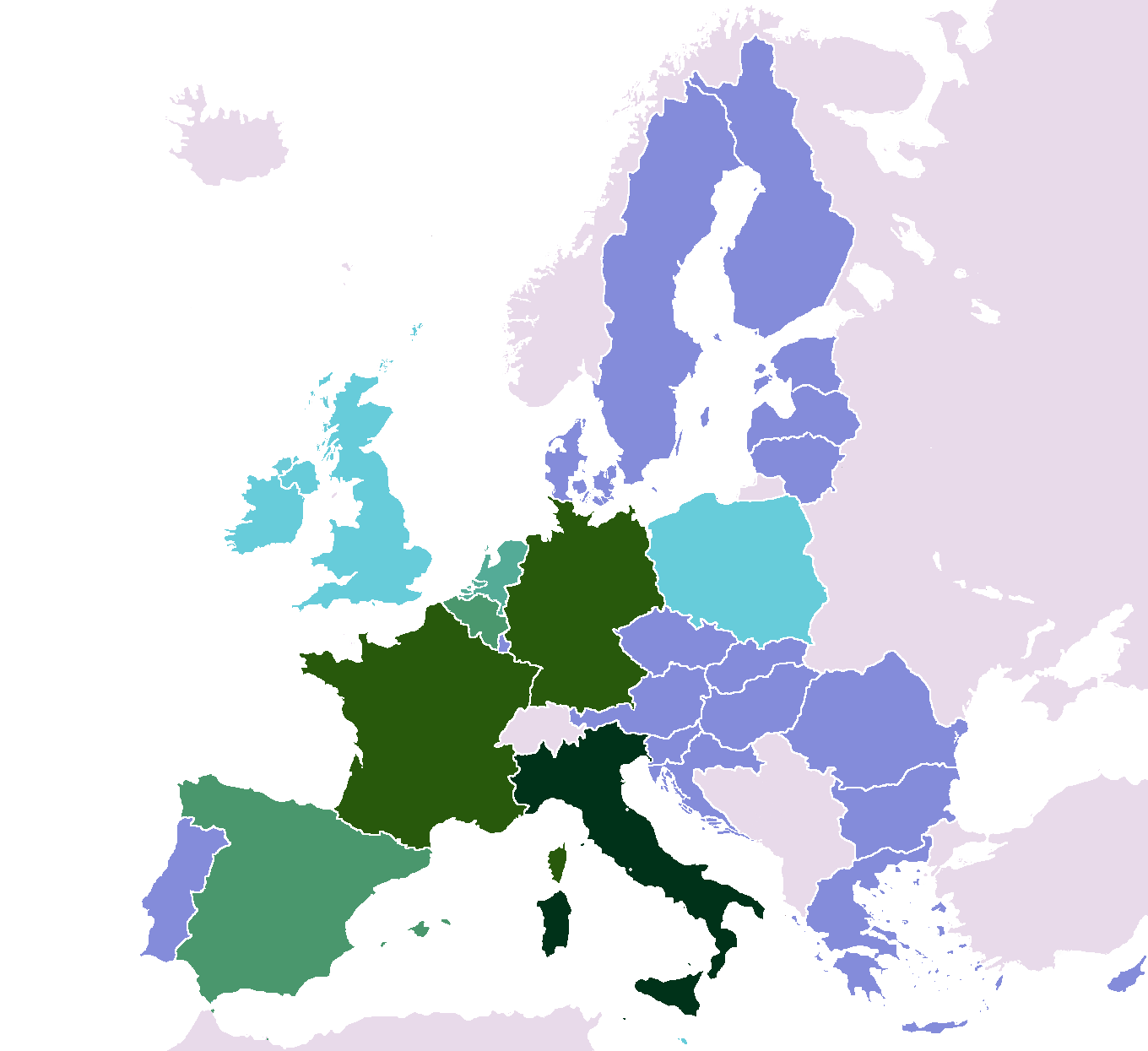
Antal talmän per medlemsstat

Talmannen väljs av kammaren, i likhet med de vice talmännen och kvestorerna, för en period av två och ett halvt år i taget, vilket motsvarar en halv mandatperiod. Denna period kan förnyas. Talmannen måste själv vara ledamot av Europaparlamentet.
Nomineringar till talmansposten kan endast göras av partigrupper eller minst 40 ledamöter. En nominering måste först godkännas av den nominerade. Om det endast finns en kandidat till talmansposten kan han eller hon väljas genom acklamation. I övriga fall avgörs valet genom en sluten omröstning. I de tre första valomgångarna krävs en absolut majoritet för att bli vald. Om ingen ledamot har blivit vald efter tre valomgångar följer en fjärde valomgång mellan de två kandidater som erhöll flest röster i den tredje omröstningen. Om båda kandidaterna erhåller lika många röster i den fjärde valomgången väljs den som är äldst. Den nyvalda talmannen övertar omedelbart ordförandeskapet i parlamentet och har möjlighet att hålla ett öppningsanförande.

### Ordförandeskapet under valet av talman
Det är i första hand den avgående talmannen som leder det sammanträde då en ny talman väljs. Om den avgående talmannen inte längre är ledamot av Europaparlamentet, till exempel om han eller hon inte har blivit återvald i det senaste valet till Europaparlamentet, tas rollen över av någon av de fjorton avgående vice talmännen enligt deras rangordning. Om inte heller någon av dessa kan fullgöra uppdraget övergår ordförandeskapet till den ledamot som har suttit längst i Europaparlamentet. När en ledamot tillfälligt utövar ordförandeskapet i parlamentet får endast val av talman och granskning av bevis om val av ledamöter behandlas.
De nuvarande bestämmelserna om vem som ska utöva talmannens uppgifter vid val av ny talman infördes efter valet 2009. Innan dess användes ett system baserat på en ålderspresident, det vill säga den äldsta ledamoten av Europaparlamentet fick i uppdrag att hålla i ordförandeskapet under valet av ny talman. Anledningen till att det gamla systemet med ålderspresident avskaffades var att den breda majoriteten i parlamentet inte ville riskera att Jean-Marie Le Pen från det franska högerextrema partiet Front National skulle bli ålderspresident efter valet 2009. Efter valet visade det sig emellertid att italienaren Ciriaco de Mita istället blev den äldsta ledamoten.

## Funktioner och befogenheter

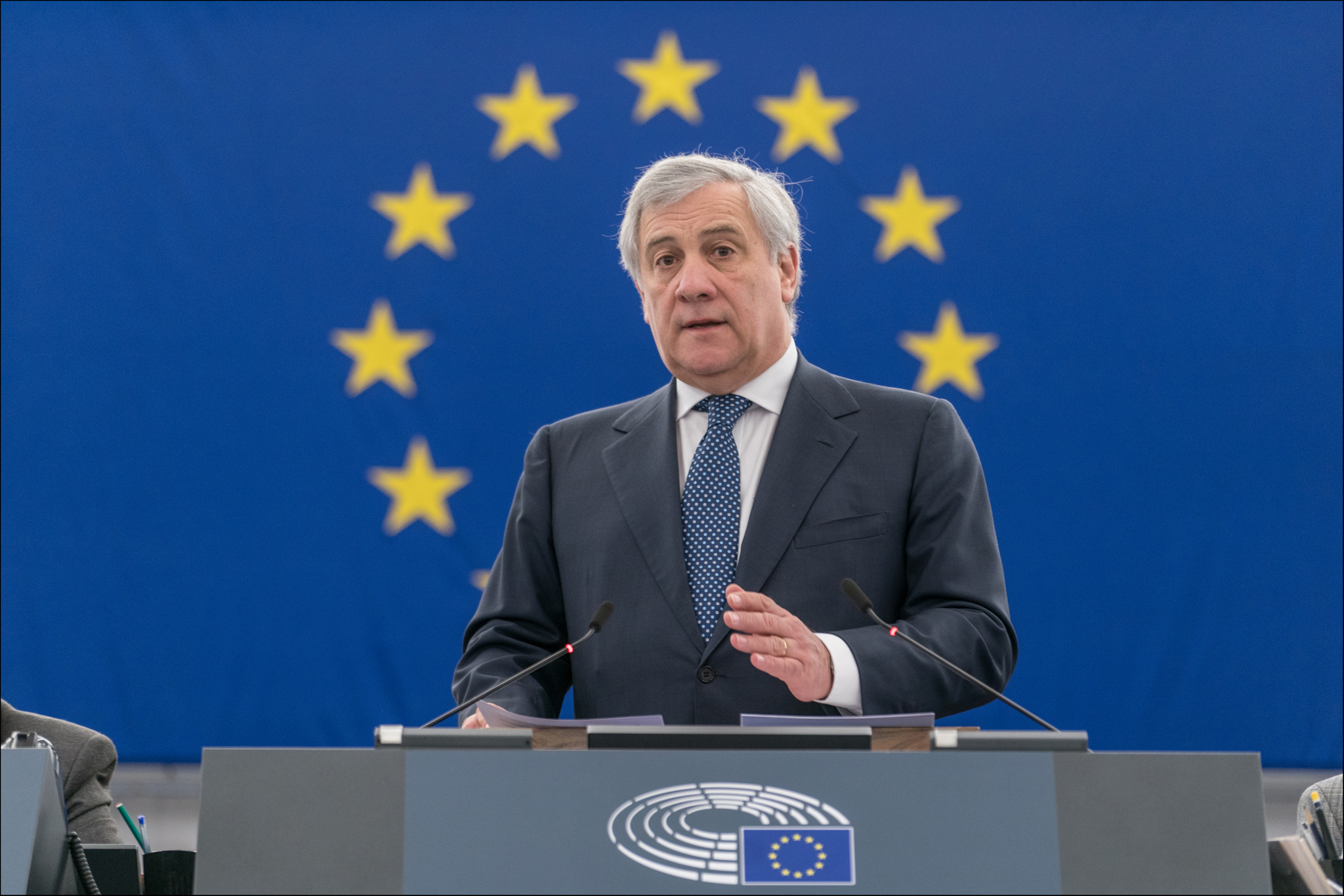
Antonio Tajani (EPP) var parlamentets talman 2017–2019.

Talmannen leder arbetet i Europaparlamentet och dess organ samt utövar ordförandeskapet för alla överläggningar inom parlamentet. Detta innefattar bland annat presidiet och talmanskonferensen. Kammarens sammanträden öppnas, avbryts och avslutas av talmannen. Talmannen avgör också om ändringsförslag ska vara tillåtliga, upprätthåller ordningen i kammaren och ger talare ordet. Talmannen har dessutom ansvar för att arbetsordningen efterföljs i det fortlöpande arbetet. Under en debatt får inte talmannen uttala sig mer än för att sammanfatta debatten eller för att upprätthålla ordningen. Om talmannen vill uttala sig i en debatt, måste därför ordförandeskapet överlåtas till någon av de vice talmännen. Vid förbindelser med unionens övriga institutioner, vid ceremonier och i internationella förbindelser företräds parlamentet av talmannen. Han eller hon kan bjudas in att närvara vid Europeiska rådets sammanträden; normalt håller talmannen ett inledningsanförande. Slutligen undertecknar talmannen alla lagstiftningsakter som antas av parlamentet, samt förklarar unionens budget antagen när budgetförfarandet är avklarat och undertecknar den därefter.
Om talmannen inte kan fullgöra sina uppgifter, tas ordförandeskapet över av en av de vice talmännen. Talmannen kan också delegera alla typer av uppgifter till de vice talmännen.

### Ställning inom unionen
Även om talmansposten är mer ceremoniell och administrativ än politisk, så är Europaparlamentets talman den europeiska politiker som har högst protokollär rang. Detta beror på att Europaparlamentet är unionens främsta institution enligt fördragen. Därmed skiljer sig unionen från vad som är brukligt på nationell nivå, nämligen att statschefen har högst protokollär rang.

## Lista över talmän
| Ämbetstid                                      | Ämbetstid                                 | Namn                                      | Politiskt parti                           | Partigrupp                                | Nationalitet                              |
| Gemensamma församlingens talmän 1952–1958      | Gemensamma församlingens talmän 1952–1958 | Gemensamma församlingens talmän 1952–1958 | Gemensamma församlingens talmän 1952–1958 | Gemensamma församlingens talmän 1952–1958 | Gemensamma församlingens talmän 1952–1958 |
| ---------------------------------------------- | ----------------------------------------- | ----------------------------------------- | ----------------------------------------- | ----------------------------------------- | ----------------------------------------- |
| 1952–1954                                      | 1952–1954                                 | Paul-Henri Spaak                          | BSP/SP                                    | SOC                                       | Belgien                                   |
| 1954                                           | 1954                                      | Alcide De Gasperi                         | DC                                        | CD                                        | Italien                                   |
| 1954–1956                                      | 1954–1956                                 | Giuseppe Pella                            | DC                                        | CD                                        | Italien                                   |
| 1956–1958                                      | 1956–1958                                 | Hans Furler                               | CDU                                       | CD                                        | Västtyskland                              |
| Parlamentariska församlingens talmän 1958–1962 |                                           |                                           |                                           |                                           |                                           |
| 1958–1960                                      | 1958–1960                                 | Robert Schuman                            | MRP                                       | CD                                        | Frankrike                                 |
| 1960–1962                                      | 1960–1962                                 | Hans Furler                               | CDU                                       | CD                                        | Västtyskland                              |
| Talmän i det utnämnda parlamentet 1962–1979    |                                           |                                           |                                           |                                           |                                           |
| 1962–1964                                      | 1962–1964                                 | Gaetano Martino                           | PLI                                       | LIB                                       | Italien                                   |
| 1964–1965                                      | 1964–1965                                 | Jean Duvieusart                           | RW                                        | CD                                        | Belgien                                   |
| 1965–1966                                      | 1965–1966                                 | Victor Leemans                            | CVP                                       | CD                                        | Belgien                                   |
| 1966–1969                                      | 1966–1969                                 | Alain Poher                               | MRP                                       | CD                                        | Frankrike                                 |
| 1969–1971                                      | 1969–1971                                 | Mario Scelba                              | DC                                        | CD                                        | Italien                                   |
| 1971–1973                                      | 1971–1973                                 | Walter Behrendt                           | SPD                                       | SOC                                       | Västtyskland                              |
| 1973–1975                                      | 1973–1975                                 | Cornelis Berkhouwer                       | VVD                                       | LIB                                       | Nederländerna                             |
| 1975–1977                                      | 1975–1977                                 | Georges Spénale                           | PS                                        | SOC                                       | Frankrike                                 |
| 1977–1979                                      | 1977–1979                                 | Emilio Colombo                            | DC                                        | CD                                        | Italien                                   |
| Valperiod                                      | Talmän i det valda parlamentet från 1979  | Talmän i det valda parlamentet från 1979  | Talmän i det valda parlamentet från 1979  | Talmän i det valda parlamentet från 1979  | Talmän i det valda parlamentet från 1979  |
| 1                                              | 1979–1982                                 | Simone Veil                               | UDF                                       | LD                                        | Frankrike                                 |
| 1                                              | 1982–1984                                 | Piet Dankert                              | PvdA                                      | SOC                                       | Nederländerna                             |
| 2                                              | 1984–1987                                 | Pierre Pflimlin                           | UDF/RPR                                   | EPP                                       | Frankrike                                 |
| 2                                              | 1987–1989                                 | Charles Henry Plumb                       | CP                                        | ED                                        | Storbritannien                            |
| 3                                              | 1989–1992                                 | Enrique Barón Crespo                      | PSOE                                      | SOC                                       | Spanien                                   |
| 3                                              | 1992–1994                                 | Egon Klepsch                              | CDU                                       | EPP                                       | Tyskland                                  |
| 4                                              | 1994–1997                                 | Klaus Hänsch                              | SPD                                       | PES                                       | Tyskland                                  |
| 4                                              | 1997–1999                                 | José María Gil-Robles                     | PP                                        | EPP                                       | Spanien                                   |
| 5                                              | 1999–2002                                 | Nicole Fontaine                           | UMP                                       | EPP-ED                                    | Frankrike                                 |
| 5                                              | 2002–2004                                 | Pat Cox                                   | –                                         | ELDR                                      | Irland                                    |
| 6                                              | 2004–2007                                 | Josep Borrell Fontelles                   | PSOE                                      | PES                                       | Spanien                                   |
| 6                                              | 2007–2009                                 | Hans-Gert Pöttering                       | CDU                                       | EPP-ED                                    | Tyskland                                  |
| 7                                              | 2009–2012                                 | Jerzy Buzek                               | PO                                        | EPP                                       | Polen                                     |
| 7                                              | 2012–2014                                 | Martin Schulz                             | SPD                                       | S&D                                       | Tyskland                                  |
| 7                                              | 2014                                      | Gianni Pittella (tf.)                     | PD                                        | S&D                                       | Italien                                   |
| 8                                              | 2014–2017                                 | Martin Schulz                             | SPD                                       | S&D                                       | Tyskland                                  |
| 8                                              | 2017–2019                                 | Antonio Tajani                            | FI                                        | EPP                                       | Italien                                   |
| 9                                              | 2019–2022                                 | David Sassoli                             | PD                                        | S&D                                       | Italien                                   |
| 9                                              | 2022–2024                                 | Roberta Metsola                           | PN                                        | EPP                                       | Malta                                     |
| 10                                             | 2024–                                     | Roberta Metsola                           | PN                                        | EPP                                       | Malta                                     |